# بسبب ديكسي وين (فلم 2005)
بسبب ديكسي وين (بالإنجليزية: Because of Winn-Dixie) هو فيلم أمريكي عائلي كوميدي درامي أُنتج عام 2005. و هو مقتبس من كتاب بسبب ديكسي وين للكاتبة كيت دي كاميلو، مع سايناريو مكتوب من طرف جون سينغلتون، و إنتاج ألبرت تريفور، و إخراج واين وانغ. وكان قد تم إنتاجه من طرف شركة والدن ميديا و تم إصداره من طرف شركة تونتيث سينتشوري فوكس.

## روابط خارجية
- مقالات تستعمل روابط فنية بلا صلة مع ويكي بيانات